# Sant Iscle de Bages
Sant Iscle de Bages és un poble rural de masies disperses del terme municipal de Sant Fruitós de Bages, a la comarca catalana del Bages.
La propietat més important i que dona nom a l'entitat és el Mas de Sant Iscle, documentat l'any 950. El cultiu de la vinya ha estat una constant en aquest en aquest indret i encara actualment existeix un celler d'elaboració de vins i cava. Està situada al bell mig del Pla de Bages, en l'encreuament de l'Eix Transversal (C-25) i el camí reial Barcelona-Cardona.
Dins la propietat hi ha l'església romànica de Sant Iscle i Santa Victòria.